# Zufons
Els zufons (llatí: Zuphones) foren una tribu numídica veïna de Cartago. Els esmenta Diodor de Sicília.